# Csudafalva

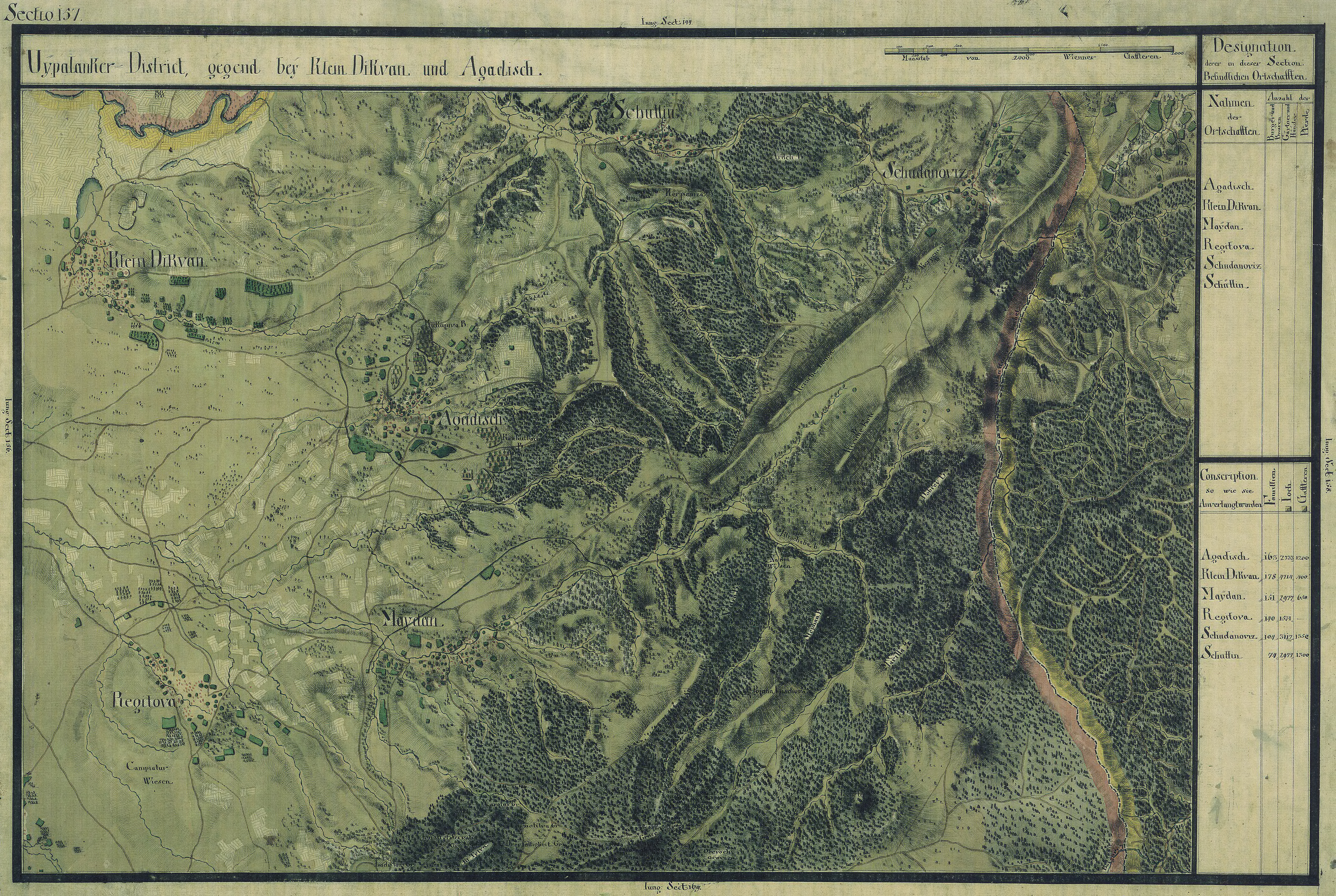
Csudafalva egy 1700-as évekből való térképen

Csudafalva (Ciudanovița), település Romániában, a Bánságban, Krassó-Szörény megyében.

## Fekvése
Oraviczabányától északkeletre, Gorony és Dicsény közt fekvő település.

## Története
Csudafalva nevét 1459-ben említette először oklevél Chwdafalwa néven.
1538-ban pr. Chudanovycza, 1690-1700 között Csudanovecz, 1737-ben Tchudanovitz, 1808-ban Csudanovecz, 1913-ban Csudafalva néven írták.
A települést Cseri vára tartozékának írták. Mátyás király Csudafalvát a Kanizsaiaknak adományozta.
1910-ben 648 lakosából 19 magyar, 7 német, 602 román volt. Ebből 22 római katolikus, 623 görögkeleti ortodox volt.
A 20. század elején Krassó-Szörény vármegye Oraviczabányai járásához tartozott.
Az 1960-as évek körül a falu határában és környékén uránbányászat folyt.